# Loïc Korval

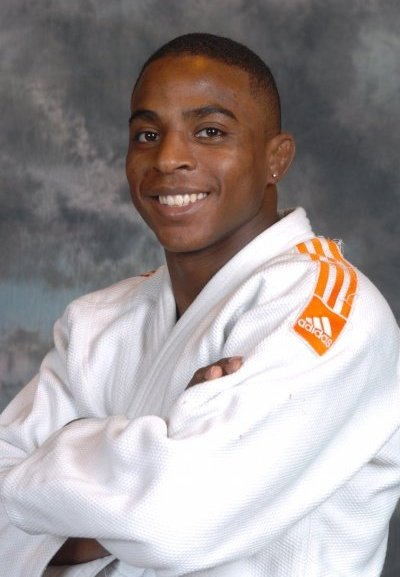
Loïc Korval (2009)

Loïc Korval (* 15. Mai 1988 in Nogent-sur-Marne) ist ein ehemaliger französischer Judoka. Er war 2010 Weltmeisterschaftsdritter, 2014 Europameister und 2015 Europameisterschaftszweiter.

## Sportliche Karriere
Seine erste internationale Medaille gewann Loïc Korval 2002 in der Gewichtsklasse bis 50 Kilogramm, als er Dritter der Kadetten-Europameisterschaften wurde. Als Erwachsener kämpfte der 1,73 m große Loïc Korval meist im Halbleichtgewicht, der Gewichtsklasse bis 66 Kilogramm. 2009 gewann er in Tallinn sein erstes Weltcup-Turnier. Bei den Europameisterschaften 2010 in Wien unterlag er im Viertelfinale dem Österreicher Andreas Mitterfellner. Mit einem Sieg über den Armenier Armen Nasarjan in der Hoffnungsrunde erreichte Korval den Kampf um eine Bronzemedaille, den er gegen den Slowenen Rok Drakšič verlor. Nach einem dritten Platz beim Grand Slam in Rio de Janeiro erreichte Korval bei den Weltmeisterschaften 2010 in Tokio mit einem Sieg über den Ungarn Miklós Ungvári das Halbfinale, dort unterlag er dem Japaner Junpei Morishita. Mit einem Sieg über den Usbeken Mirzohid Farmonov erkämpfte Korval eine Bronzemedaille.
2011 und 2013 siegte Korval bei den französischen Meisterschaften. Anfang 2014 belegte er den dritten Platz beim Grand Slam in Paris. Bei den Europameisterschaften 2014 in Montpellier bezwang er im Viertelfinale den Ukrainer Heorhij Santaraja und im Halbfinale den Spanier Sugoi Uriarte. Es kam dann zu einem rein französischen Finale, das Loïc Korval gegen David Larose gewann. Bei den Weltmeisterschaften 2014 in Tscheljabinsk erreichte Korval mit einem Sieg über den Usbeken Rishod Sobirov das Halbfinale. Nach Niederlagen gegen den Japaner Masashi Ebinuma und den Russen Kamal Chan-Magomedow belegte Korval dann den fünften Platz. Im Mai 2015 belegte er den dritten Platz beim Grand Slam in Baku. Einen Monat später fanden in Baku die Europaspiele 2015 statt, in deren Rahmen auch die Europameisterschaften 2015 ausgetragen wurden. Im Einzelwettbewerb erreichte Korval das Finale mit einem Sieg über den Russen Michail Puljajew und verlor im Finale gegen den zweiten Russen Kamal Chan-Magomedow. Im Mannschaftswettbewerb besiegten die Franzosen im Halbfinale die Russen, Korval bezwang dabei Puljajew. Im Finale gewannen die Franzosen gegen die Georgier, Korval steuerte einen Sieg gegen Amiran Papinaschwili bei. Zwei Monate nach den Europaspielen fanden in Astana die Weltmeisterschaften statt. Nach zwei Siegen zum Auftakt schied Korval im Achtelfinale gegen den Israeli Golan Pollack aus.
2017 trat Korval im Leichtgewicht an, der Gewichtsklasse bis 73 Kilogramm. Bei den Europameisterschaften 2017 schied er im Achtelfinale gegen den Israeli Tohar Butbul aus. Danach wirkte er als Trainer in Serbien, kehrte aber Ende 2018 als aktiver Judoka zurück.